# Trần Quốc Khang
Trần Quốc Khang (chữ Hán: 陳國康, 1237 – 1300), được biết đến qua phong hiệu Tĩnh Quốc vương (靖國王) hay Tĩnh Quốc đại vương (靖國大王), là một hoàng tử nhà Trần trong lịch sử Việt Nam.
Ông được nhắc tới nhiều do thân thế rất đặc biệt, trên danh nghĩa là con trưởng của Trần Thái Tông nhưng thực ra là con của Khâm Minh đại vương Trần Liễu - anh trai của Trần Thái Tông Trần Cảnh. Mẹ đẻ của ông là hoàng hậu Thuận Thiên, chị ruột của  Chiêu Thánh hoàng hậu, con gái của Lý Huệ Tông và công chúa Thiên Cực.
Thái Tông và Chiêu Thánh lấy nhau đã 12 năm, chỉ sinh được hoàng tử Trần Trịnh bị chết yểu, vẫn chưa có con nối nghiệp. Thái sư Trần Thủ Độ và vợ là công chúa Thiên Cực, cũng là mẹ của Thuận Thiên và Chiêu Thánh, muốn sắp đặt một cuộc hôn nhân cưỡng ép giữa em chồng và chị dâu.
Tháng giêng năm 1237, công chúa Thuận Thiên đang mang thai Quốc Khang được 3 tháng, Thủ Độ ép Thuận Thiên bỏ Trần Liễu để lấy Thái Tông, nhằm lấy đứa con sắp sinh làm con nối dõi cho nhà Trần. Chiêu Thánh bị truất, còn Thuận Thiên trở thành hoàng hậu thay thế.
Tức giận vì việc này, Trần Liễu đã khởi binh chống lại triều đình nhưng không thành và cuối cùng phải quy phục xin đầu hàng. Thái Tông chán nản, tính thoái vị để lên núi đi tu nhưng sau đó Trần Thủ Độ gây sức ép buộc Thái Tông trở về kinh sư. Vì thế, khi Trần Quốc Khang ra đời ông được coi là con trai lớn của Trần Thái Tông.

## Anh em hòa thuận
Khi Quốc Khang lên 3 tuổi (1240), hoàng hậu Thuận Thiên lại sinh được người con trai khác với chính Thái Tông là Trần Hoảng, trở thành người kế vị chính thống của Thái Tông, sau đó bà lại sinh hoàng tử Trần Quang Khải. So với hai người em, tài trí của Quốc Khang không bằng.
Năm 1258, Trần Thái Tông nhường ngôi cho thái tử Trần Hoảng lên làm Thái thượng hoàng. Trần Hoảng lên ngôi, sử gọi là Trần Thánh Tông.
Quốc Khang thường cùng Thánh Tông chơi đùa trước mặt Thượng hoàng. Thượng hoàng mặc áo bông trắng, Quốc Khang múa kiểu người Hồ, Thượng hoàng bèn cởi áo ban cho. Thánh Tông thấy vậy cũng múa kiểu người Hồ để đòi thưởng áo bông. Quốc Khang bèn nói:
Quý nhất là ngôi vua, tôi đã không tranh với chú hai rồi. Nay đức chí tôn cho tôi thứ nhỏ mọn này mà chú hai cũng muốn cướp sao?
Thượng hoàng Thái Tông cười nói với Quốc Khang:
Vậy ra con coi ngôi vua cũng chỉ như cái áo choàng này thôi à?
Thái Tông khen Quốc Khang, rồi ban áo cho ông. Trong hoàng gia, cha con, anh em hòa thuận không xảy ra xích mích.

## Trấn thủ Diễn Châu
Năm 1267, Trần Quốc Khang được phong làm Vọng Giang Phiêu kỵ đô thượng tướng quân, giữ việc cai trị Diễn Châu.
Năm 1268, ông dựng phủ đệ tại Diễn Châu, xung quanh có hành lang, trang trí lộng lẫy. Sau đó ông sợ mang tiếng nên lấy nơi đó thờ Phật, gọi là chùa Thông.

## Gia quyến
Con trai trưởng của Trần Quốc Khang, được phong là Nhân Quốc vương (không rõ tên), lấy công chúa Quỳnh Bảo; con gái là công chúa Bảo Tư thì gả cho Văn Túc vương Trần Đạo Tái. Quỳnh Bảo công chúa và Văn Túc vương đều là con của Chiêu Minh Đại vương Trần Quang Khải.
Ngoài ra, ông còn lấy mỹ nhân người Diễn Châu làm vợ lẽ và sinh ra con là Trần Huệ Nghĩa và Trần Quốc Trinh. Những người này về sau giữ chức tri châu tại Diễn Châu.
Một người con khác của ông là Chương Hiến hầu Trần Kiện được giao trấn thủ Ái Châu. Năm 1285, quân Nguyên đánh vào Ái Châu, Trần Kiện đã theo hàng, nhưng trên đường theo Thoát Hoan chạy về Trung Quốc bị tướng người Tày là Nguyễn Thế Lộc bắn chết.
Tháng ba nhuận năm 1300, Trần Quốc Khang mất, thọ 64 tuổi.